# لوري برادي
لوري برادي (بالإنجليزية: Laurie Brady)‏ هو لاعب كرة قدم أسترالية أسترالي، ولد في 16 مارس 1895 في ملبورن في أستراليا، وتوفي في 1 مايو 1944 في كولفيلد ‏ في أستراليا.

## وصلات خارجية
- لوري برادي على موقع AustralianFootball.com (الإنجليزية)
- لوري برادي على موقع AFLtables.com (الإنجليزية)